# أل غرينوود
أل غرينوود (بالإنجليزية: Al Greenwood)‏ هو عازف لوحة المفاتيح أمريكي، ولد في 20 أكتوبر 1951 في نيويورك في الولايات المتحدة.

## وصلات خارجية
- أل غرينوود على موقع ميوزك برينز (الإنجليزية)
- أل غرينوود على موقع ديسكوغز (الإنجليزية)